# لوکوش‌هازا
لوکوش‌هازا (به مجاری:  Lőkösháza) یک منطقهٔ مسکونی در مجارستان است که در ناحیه دیولا واقع شده‌است. لوکوش‌هازا ۵۲٫۰۵ کیلومتر مربع مساحت و ۱٬۸۰۴ نفر جمعیت دارد.